# Elevation (film)
Elevation är en amerikansk actionthrillerfilm från 2024. Filmen är regisserad av George Nolfi, efter ett manus skrivet av John Glenn, Jacob Roman och Kenny Ryan.
Filmen hade biopremiär i Sverige den 25 december 2024, utgiven av Noble Entertainment.

## Handling
Filmen kretsar kring Will Bridger och hans son Hunter som överlevt en monsterattack. De har hittat en fristad i ett litet samhälle på hög höjd, och lever i skräck för de monstruösa varelser som jagar nedanför höjdlinjen.

## Rollista (i urval)
- Anthony Mackie – Will Bridger
- Morena Baccarin – Nina
- Maddie Hasson – Katie
- Shauna Earp – Hannah
- Rachel Nicks – Tara
- Danny Boyd Jr. – Hunter Bridger
- Tyler Grey – Tim